# Pro Evolution Soccer 4
Pro Evolution Soccer 4 är ett fotbollsspel skapat av spelföretaget Konami. Det blev en stor succé när det släpptes då det ansågs vara den nya generationens fotbollsspel. Pro Evolution Soccer 4 finns tillgänglig på Xbox, PC och Playstation 2. Uppföljaren till detta spel är Pro Evolution Soccer 5 som även den blev en stor succé.

## Världen
I Europa kallar man spelet för just Pro Evolution Soccer men i andra kontinenter såsom Asien och Sydamerika heter det Winning Eleven. Pro Evolution Soccer blir ofta kallat "PES" när man använder slanguttryck.